# Maria Jarema
Maria Jarema, född 24 november 1908 i Staryi Sambir i dagens västra Ukraina, död 1 november 1958 i Kraków, Polen, var en polsk skulptör, konstnär, scenograf och skådespelare.
Mellan 1929 och 1935 studerade Jarema vid Krakows konstakademi under skulptören Xawery Dunikowski. 1932–1937 var hon tillsammans med bland andra Leopold Lewicki, Stanisław Osostowicz och Jonasz Stern en del av Krakówgruppen, en vänsterinriktad grupp av studenter som ville främja mellankrigstidens moderna konst. Mellan 1934 och 1939 gjorde hon scenkläder åt Cricot 2, en teatergrupp grundad av hennes bror Józef Jarema och där även hennes make Kornel Filipowicz var inblandad. I övrigt var hon innan andra världskriget framförallt aktiv som skulptör. 1957 grundade hon på grund av det ryska tövädret en andra Krakówgrupp tillsammans med Tadeusz Kantor, en plattform för avantgardistisk konst under den polska kommunistregimen. Hon har uppmärksammats för sitt konstnärliga nytänkande inom det polska avantgardet, liksom sina organiska och abstrakta former.
Jarema var en av få konstnärer att tacka nej till att delta i det officiella konstnärliga program som understöddes av den polska staten i socialrealismens namn. 1958 representerades hennes konst Polen vid Konstbiennalen i Venedig, och 1961 vid biennalen för modern konst i São Paulo.
2018 såldes hennes målning Formy ("Former") på en aktion för mer än 1 miljon zloty (cirka 2,5 miljoner svenska kronor) vilket innebar att målningen vid tillfället var den dyraste målning målad av en kvinnlig konstnär som någonsin har sålts i Polen.